# 中谷あすみ
中谷 あすみ（なかたに あすみ)は、千葉県出身の歌手、女優。ニッポン放送ショウアップナイター応援ユニット「有楽町ベンチーズ」の元メンバー。芸能人フットサルチームTOKYO CHERRIESの元メンバー（背番号4）。

## 略歴
- 2010年1月、フットサルチーム『TOKYO CHERRIES』に加入。
- 2010年8月、クラウン徳間ミュージックからアイドルユニットキラポジョとしてメジャーデビュー。
- 2010年11月、キラポジョから脱退。[1]。
- 2012年9月、中谷あすみとしてソロ活動開始。
- 2013年10月9日、自身初のソロシングル『煌めいてオーバーヘッド/ヒカリの場所へ』をリリース。
- 2013年11月12日、フットサルチーム『OMIASHI』に移籍[2]（背番号4[3]）。
- 2014年2月、NTV『欽ちゃん＆香取慎吾の全日本仮装大賞』バニーガールで出演。[4]。
- 2014年3月5日、ソロ第2弾シングル『DAYDREAM～追憶の恋人へ～』をリリース。
- 2014年5月28日、ソロ第3弾シングル『Departure/Loveless』をリリース。。[5]。
- 2014年6月2日、CXめざましテレビ「ココ調」のコーナーに出演。
- 2014年6月14日、六本木morph-tokyoにて1st生誕ワンマンライブを行った。

## 交友関係
- 河西里音 - 元歌手であり、ニャンちゅうワールド放送局の4代目おねえさんを務めていた。プライベートで交流が深く、ブログにも度々登場している[6]。
- 咲岡里奈 - シンガーソングライター。ライブでも共演することが多い他[6]、里奈が実妹と組んでいるユニット「twin tail」の曲の振り付けを手掛けたことも[7]。
- 吉田ユウ - DokiDoki☆ドリームキャンパスの元メンバー。同い年ということもあってか仲が良く、ブログに度々登場している[8]。
- 伊藤桃 - 鉄ドルとしても知られる歌手・タレント。ライブで度々共演している[9]。

## 出演

### 舞台
- ザ☆夕方カレー 第二回プロデュース公演「トレジャーボックス」（2010年6月25日 - 27日、ウッディシアター中目黒）
- ザ☆夕方カレー 第四回プロデュース公演「Just you and me」（2011年10月28日 - 30日、ウッディシアター中目黒）
- 劇団空感エンジン「SAORI 〜想い出の六畳一間〜」（2012年8月8日 - 13日、エアースタジオ）
- W-Speak 第6回公演「アクトレースCUP」 （2013年6月6日 - 9日、赤坂元気劇場）[10]

### RADIO
- ラジオ日本 「佐藤満春in休憩室」
- 調布FM 「河西里音の春夏秋冬voice」
- ニッポン放送 「ショウアップナイタースペシャル2017プロ野球開幕前夜祭」

### TV
- NTV 「欽ちゃん＆香取慎吾の全日本仮装大賞」エスコートガール
- NHK「紅白歌合戦」mihimaru GTバックダンサー
- CX　正月特番「歌って踊ってマジ歌合戦」バックダンサー
- CX　「魁!音楽番付」オープニングダンサー
- BS日テレ「フットサルガールズAngel League」
- テレビ朝日「遺留捜査」 シーズン3 1話～３話
- CX　「めざましテレビ」
- MXTV「U・LA・LA@7」ファッションコーナーリポーター
- フジテレビ「ザ・細かすぎて伝わらないモノマネ」

### EVENT
- ニコ生公式 ニコニコ神社in海の家 巫女として出演
- アメスタ生放送 第三回 グラビア特番！！！初秋の陣！
- PUMACUP2014 「全日本フットサル選手権大会」代々木第一体育館 エキシビションマッチ出演
- a-nation2007in味の素スタジアム sifow バックダンサー
- 読売巨人軍 ファンミーティング2017（2017年12月10日、マグナス東京）- MC
- 読売巨人軍ファンミーティング2017（2017年12月17日、マグナス東京） - MC
- プロ野球セ・パ交流戦イベント2017 千葉ロッテマリーンズVS阪神タイガース（2017年5月30日） - MC
- 日本女子プロ野球リーグ2017 ヴィクトリアシリーズ 埼玉アストライアVS京都フローラ（2017年10月9日、川口市営球場）
- ニッポン放送ラジオパークin日比谷2017ショウアップナイタートークショー出演（2017年4月29日、日比谷公園）

## ディスコグラフィ

### シングル
- 煌めいてオーバーヘッド／ヒカリの場所へ（2013年10月9日、ANCM-1）
  1. 煌めいてオーバーヘッド（作詞：TaKuMi／作曲：藤末樹、関口“OZE”功二／編曲：関口“OZE”功二）
  2. ヒカリの場所へ（作詞：中谷あすみ／作曲：藤末樹、奥山アキラ／編曲：奥山アキラ）
  3. 煌めいてオーバーヘッド（Instrumental）
  4. ヒカリの場所へ（Instrumental）

- DAYDREAM～追憶の旅人へ～（2014年3月5日、ANCM-2）
  1. DAYDREAM～追憶の旅人へ～（作詞・TaKuMi／作曲：藤末樹、奥山アキラ／編曲：奥山アキラ）
  2. DAYDREAM～追憶の旅人へ～（Instrumental）

- Departure／Loveless（2014年5月28日、ANCM-３）
  1. Departure（作詞：中谷あすみ／作曲・編曲：藤末樹）
  2. Loveless（作詞：中谷あすみ／作曲：藤末樹、奥山アキラ／編曲：奥山アキラ）
  3. Departure（Instrumental）
  4. Loveless（Instrumental）